# Zorg en Zekerheid Leiden in het seizoen 2015-16
Het seizoen 2015–2016 van Zorg en Zekerheid Leiden was het 10e seizoen van de club sinds de heroprichting als ZZ. 

## Team

### Transfers
| Speler          | Komt van                    |
| --------------- | --------------------------- |
| Thomas Koenis   | Donar                       |
| DeRonn Scott    | Nelson Giants               |
| Eric Stutz      | Eastern Kentucky University |
| Cashmere Wright | Wilki Morskie Szczecin      |

| Speler                       | Vertrokken naar        |
| ---------------------------- | ---------------------- |
| Will Felder                  | Vendee Challans Basket |
| Dylon Cormier                | –                      |
| Maurice Creek                | –                      |
| Joe Willman                  | –                      |
| DeRonn Scott (december 2015) |                        |

Apollo Amsterdam · SPM Shoeters Den Bosch  · Donar · Aris Leeuwarden · ZZ Leiden · Challenge Sports Rotterdam · BS Weert · Landstede Basketbal